# Chiesa della Santissima Annunziata a Via Ardeatina
La chiesa della Santissima Annunziata a Via Ardeatina è un luogo di culto cattolico di Roma, sede dell'omonima parrocchia, nel quartiere Ardeatino, in via di Grotta Perfetta.

## Storia
La parrocchia fu eretta il 21 dicembre 1935 con il decreto In agro ardeatino del cardinale vicario Francesco Marchetti Selvaggiani. La chiesa fu progettata dall'architetto Ignazio Breccia Fratadocchi e costruita nelle immediate vicinanze dell'antica chiesa dell'Annunziatella; fu dapprima affidata ai sacerdoti della Società torinese di San Giuseppe e poi a quelli del clero diocesano di Roma.
Il territorio della parrocchia fu stabilito con decreto dal cardinale vicario Ugo Poletti del 10 novembre 1975 e fu desunto da quello della parrocchia di San Sebastiano fuori le mura.
È sede della diaconia dell'Annunciazione della Beata Vergine Maria a Via Ardeatina, istituita da papa Paolo VI nel 1965.